# Brouwerij Casino
De Brouwerij Casino is een voorheen als directiewoning fungerend herenhuis en monumentaal pand aan de Kaldenkerkerweg in de Nederlandse plaats Venlo.

## Geschiedenis
In de tweede helft van de 19e of eerste helft van de 20e eeuw werd het pand gebouwd.

## Bouwwerk
Het vrijstaande pand is in romantisch neoclassicisme-stijl opgetrokken en heeft een witgepleisterde buitenmuren. Het pand heeft vijf traveeën en twee bouwlagen met een dakverdieping. Centraal in de onderste bouwlaag bevindt zich de rondboogvormige toegang met rechthoekige deur met bovenlicht. De vensters van de onderste twee bouwlagen zijn segmentboogvensters, waarbij de vensters op de eerste verdieping deels van een extra omlijsting.